# Vieille ville de Berne
La vieille ville de Berne est le centre historique de la ville suisse de Berne. Elle reste l'un des meilleurs témoins de l'urbanisme médiéval en Europe et, à ce titre, elle est inscrite depuis 1983 au patrimoine mondial de l'humanité de l'Unesco.

## Historique

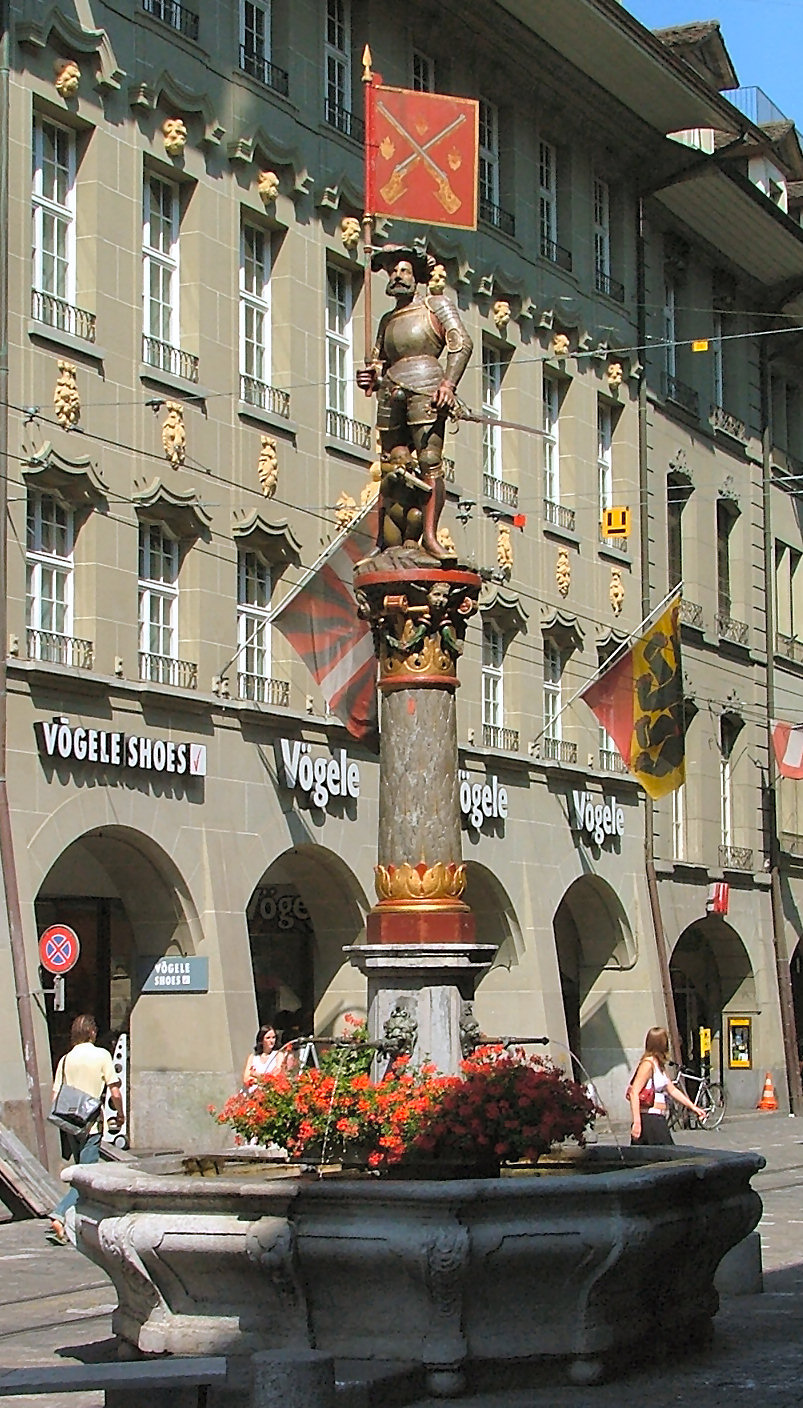
La fontaine de l'arquebusier dans la vieille ville de Berne

La vieille ville de Berne, depuis Rosengarten. Juste derrière les arbres sous le relief, qui est la colline du Gurten, le pont de Nydegg, au milieu de la ville, pointant vers le ciel, la collégiale Saint-Vincent de Berne, à peine visible le Palais fédéral. Entre les arbres coule la rivière l'Aar, que l'on devine enjambée au loin par le pont du Kornhaus. Octobre 2021.

La ville est fondée en 1191 par le duc Bertold V de Zähringen sur une colline ceinturée par l'Aar offrant une protection naturelle sur trois côtés. Son père, Bertold IV, avait déjà fondé au bout de la presqu'île le château fort de la Nydegg. Ce faisant, les Zähringen souhaitent renforcer leur position face aux Hohenstaufen et aux familles nobles locales.
Le quatrième côté est protégé par des remparts, la tour de l'Horloge et des fossés. Le plan de la ville s'est développé selon un principe urbanistique exceptionnellement clair.
Après l'extinction des Zähringen en 1218 la ville devient libre et obtient de l'empereur Henri IV du Saint-Empire les privilèges des villes d'Empire. Après un grave incendie en 1405, la ville a été reconstruite en dur (en molasse).
Les bâtiments et monuments remarquables de cette époque sont :
– la tour de l'Horloge « Zytglogge » (origine fin XIIe siècle, restaurée en 1771). Horloge astronomique XVIe siècle avec jacquemart animé ;
– la collégiale, dite cathédrale, archétype fin gothique suisse (construite entre 1421 et fin XVIe siècle). Avec son clocher-tour de 100 m de hauteur ;
– les arcades du XVe siècle, galeries marchandes. Architecture caractéristique, oriels, tourelles d'angle en encorbellements, trappes à caves ;
– les fontaines du XVIe siècle, ornées de figures allégoriques, visibles sur toutes les places et le long des rues.

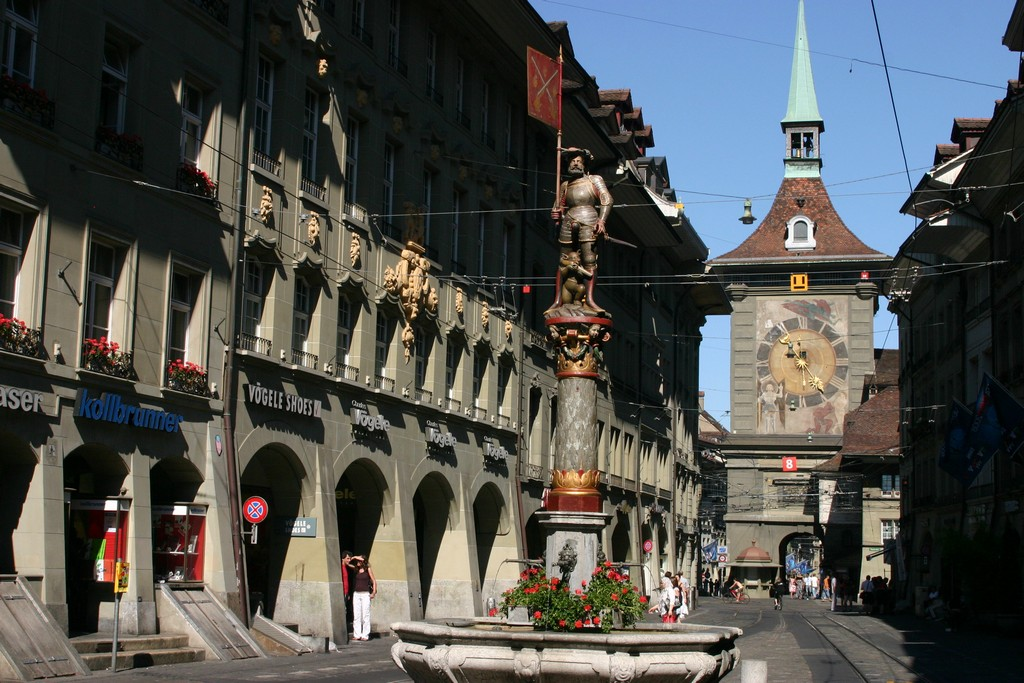
Kramgasse
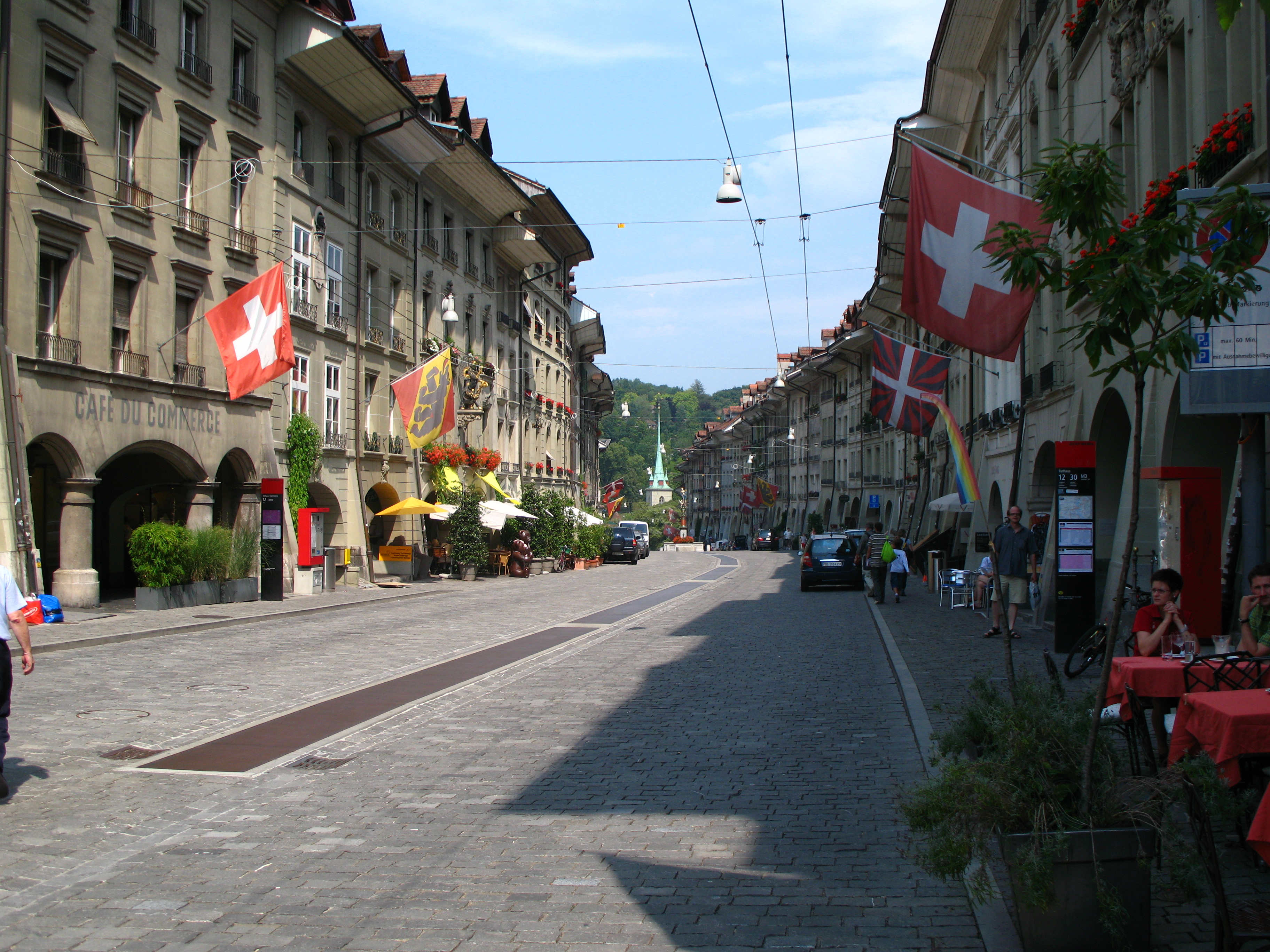
Kramgasse
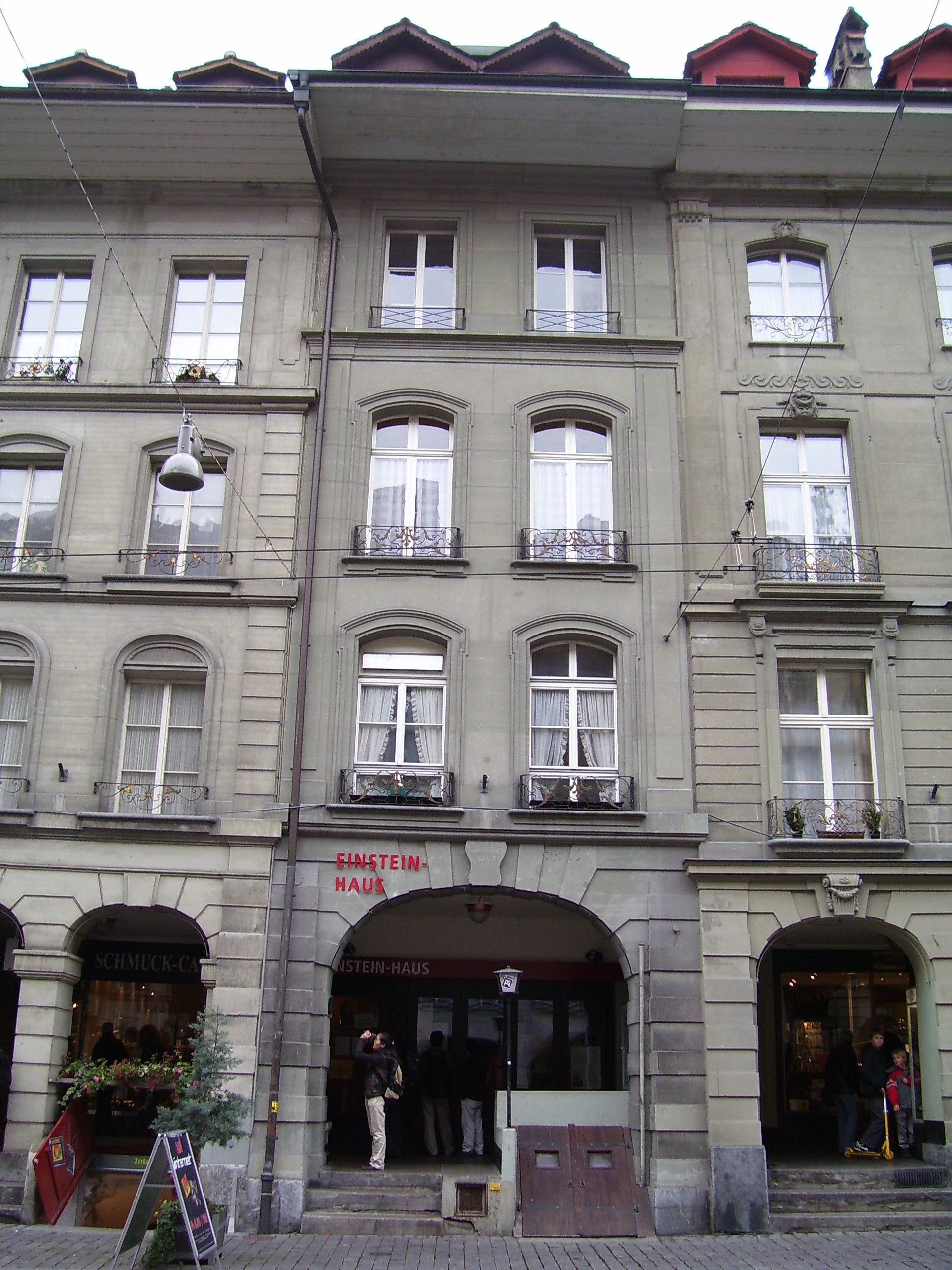
Maison d'Einstein
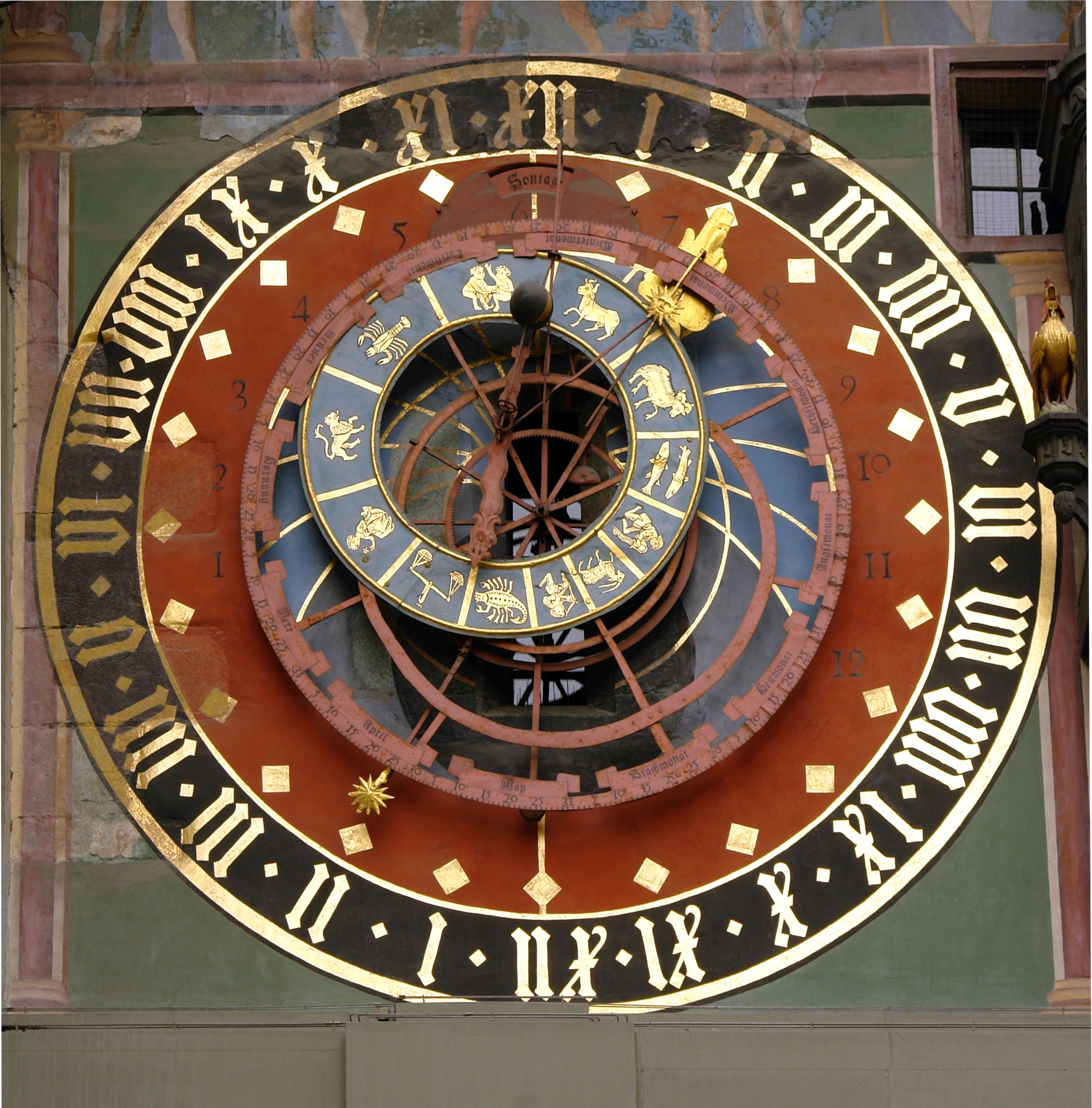
Zytglogge

La majeure partie de la ville médiévale a été rénovée au XVIIIe siècle mais a conservé son caractère original.
Ville fédérale (c'est-à-dire capitale) de la Suisse depuis 1848, de grands monuments publics affirment sa nouvelle fonction :
– le Palais fédéral (édifié entre 1894 et 1902) ;
– le Musée des Beaux-Arts ;
– le Musée historique ;
– l'Université de Berne.